# Svatý Fabián
Svatý Fabián, latinsky Fabianus († 20. ledna 250), byl 20. římským biskupem (papežem). Jeho pontifikát se datuje do let 236–250, slaví se jako světec a mučedník.

## Životopis
Když se po smrti papeže Antera konala volba nového římského biskupa, Fabián k ní přišel jako prostý křesťan bez ambic a šancí na zvolení. Podle legendy, zapsané Eusebiem z Caesareje, v průběhu volby usedla na Fabiánovu hlavu holubice. To bylo všeobecně přijato jako Boží znamení a Fabián byl zvolen papežem. Ukázalo se, že to nebyla volba špatná, neboť svatý Fabián se zařadil mezi nejvýznamnější papeže v raných dějinách církve.
Rostoucí počet věřících vyžadoval reorganizaci církve. Fabián tedy rozdělil Řím na sedm obvodů – jáhenství. V čele každého z nich stál jáhen, který se staral o tamější kaple a útulky a pečoval o chudé, vdovy i sirotky. Vyslal rovněž svatého Dionýsia, svatého Austremona a další věrozvěsty šířit křesťanství do Galie, kde založili tehdy ještě malé křesťanské komunity (Paříž, Tours, Arles, Narbonne, Toulouse, Clermont a Limoges). Kromě toho se ostře postavil proti herezi přicházející z africké církve, jejímž hlasatelem byl biskup Privatus z Lambaesy. Dále nechal převézt ostatky papeže Ponciána ze Sardinie do Říma a pohřbít je v Kalixtových katakombách.
Podle Eusebia z Caesareje papež Fabián také pokřtil císaře Filipa Arabského, který se tak prý stal prvním křesťanským římským císařem. Tato zpráva z jiných zdrojů potvrzena není, ale je fakt, že v době panování císaře Filipa pronásledování křesťanů ustalo.
Fabián řídil církev 14 let. Byl umučen při prvním systematickém pronásledování křesťanů 20. ledna 250. Císař Decius tehdy nařídil, aby každý občan před pětičlennou komisí obětoval bohům. Po obětování dostal potvrzení zvané „libellus“. Ti, kdo se nařízení vzepřeli, riskovali mučení, konfiskaci majetku, vězení, a někdy i smrt. Papež Fabián byl patrně sťat.

## Hrob a relikvie
Byl pohřben v Kalixtových katakombách v Římě. Jeho hrob s řeckým nápisem „FABIANOS EPI, UTR“ (Fabián, biskup a mučedník) nalezl archeolog Giovanni de Rossi v roce 1850. Nápis „UTR“ byl podle všeho připojen až později. Tyto ostatky byly přeneseny a jsou dosud uctívány v bazilice sv. Praxedy v Římě. Menší část ostatků je uložena v hlavním oltáři dómu ve Fuldě. Relikvie z hlavy sv. Fabiána a Šebestiána uchovával císař Karel IV. na Karlštejně, odkud byly roku 1645 převezeny do Martinické kaple v katedrále sv. Víta v Praze.

## Úcta
Památku svatého Fabiána si katolická církev připomíná v den jeho úmrtí, 20. ledna, stejně jako svatého Šebestiána, proto oběma bývají zasvěceny některé kostely. V řeckokatolické a pravoslavné církvi se památky slaví 5. srpna.

### Patrocinia
- řádový patron benediktinů;
- patron hrnčířů a konvářů;
- patron německého města Selm ve Vestfálsku;
- patron italských měst Valsinni (kde se pořádá procesí se sochou v den translace těla), Montottone, Fiamignano, Aiello del Sabato;
- patron několika měst španělských a portugalských;
- patron toskánských vinic[2].

## Ikonografie
Bývá vyobrazen v kasuli či pluviálu s palliem na prsou a s papežskou tiárou, v ruce drží berlu (která může mít místo voluty v nástavci kříž) a knihu, někdy drží v ruce tiáru na znamení křesťanské pokory. Dále může držet meč, palmu mučedníka a kříž, někdy také šíp. Šíp jako údajný mučednický nástroj byl připsán do Fabiánova životopisu dodatečně v 11. století, když měl Fabián vytvořit dvojici s mučedníkem sv. Šebestiánem, který byl mučen střelami ze šípů. Fabián může být také vyobrazen ve dvojici se svatým Venanciem (kostel sv. Fabiána a Venancia v Římě je z let 1936–1938) nebo ve skupině svatých papežů.

## Památky (výběr)
- Kostel San Fabiano v Pratu – románská stavba, založená roku 1082 benediktiny
- Kostel sv. Fabiána a Venancia v Římě – funkcionalistická stavba z let 1936–1938
- Kostel sv. Fabiána a Šebestiána v Praze – Liboci, založili benediktini z Břevnovského kláštera
- Kostel sv. Fabiána a Šebestiána v Zákupech, tamže sochy
- Kaple sv. Fabiána a Šebestiána (Barborka) v Dolních Kounicích[3]
- Kaple sv. Fabiána a Šebestiána při kostele Nanebevzetí Panny Marie v Hlubčicích, vojvodství opolské, horní Slezsko (Polsko)

- Románská relikviářová busta sv. Fabiána, nalezena roku 1986 při archeologickém výzkumu u kostela sv. Jana Křtitele v Casévelu, nyní uložena v pokladu Basílica Real de Castro Verde, Portugalsko
- Barokní sochy sv. Fabiána a Šebestiána – Manětín, při Vysoké cestě; J.J. Herscher a dílna, 1729–1734
- Mariánská statue mezi sochami sv. Fabiána a Šebestiána – Radomyšl
- Barokní sochy sv. Fabiána a Šebestiána – Zákupy, Mostecká ulice
- Novogotická socha sv. Fabiána – v kapli sv. Jana Křtitele, Kudlovice, okres Uherské Hradiště

## Galerie

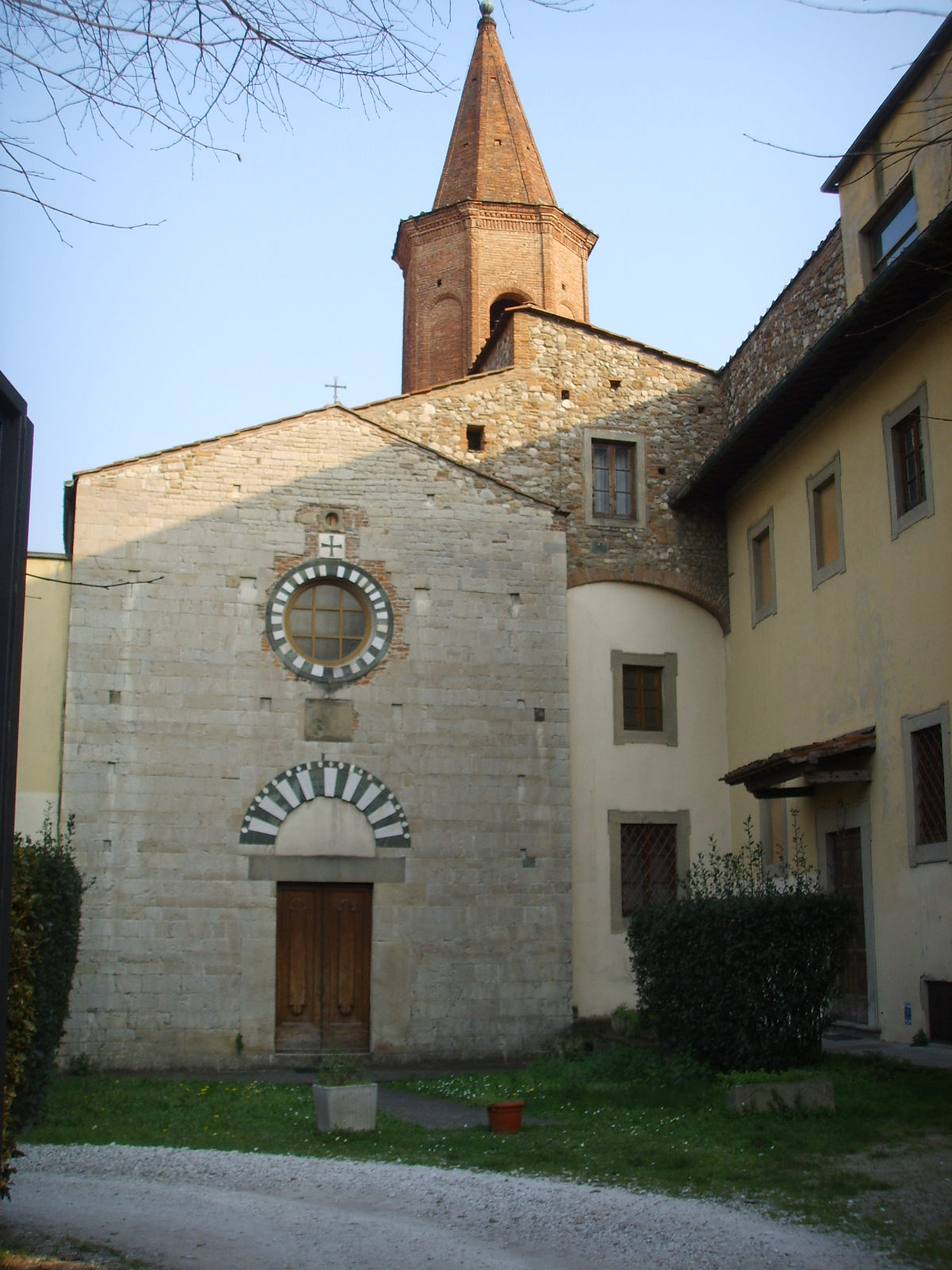
San Fabiano Prato
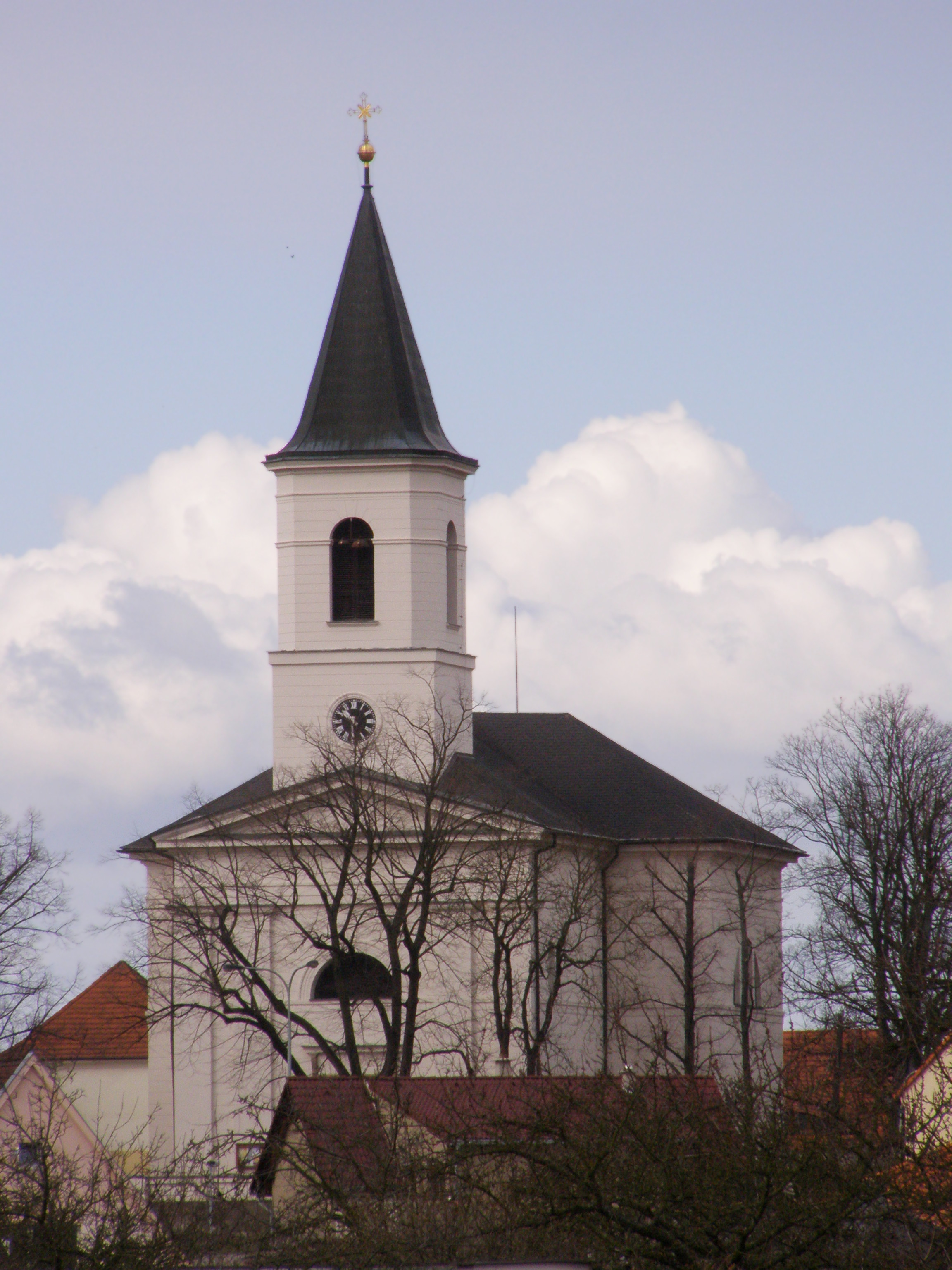
Kostel Praha – Liboc
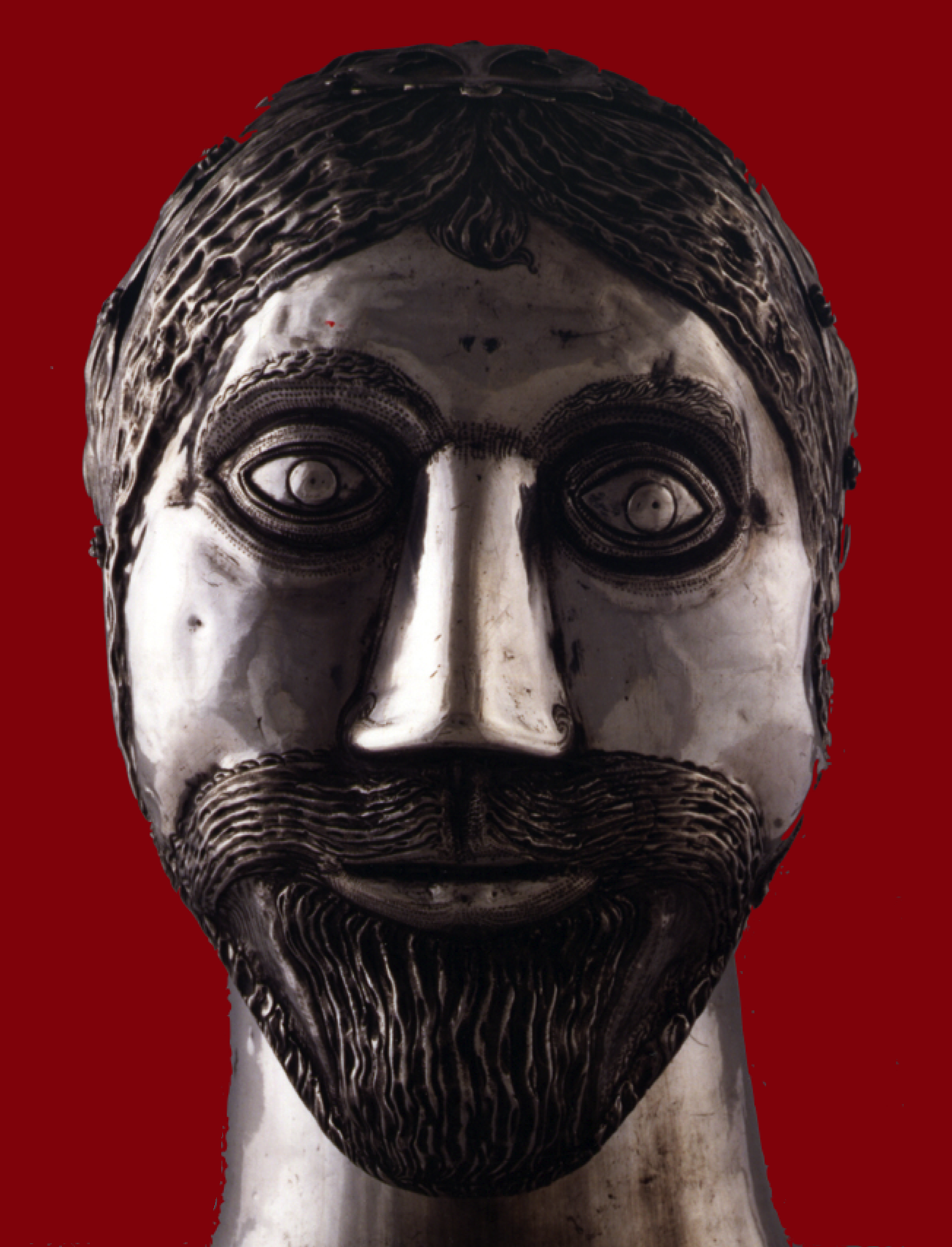
Relikviářová busta
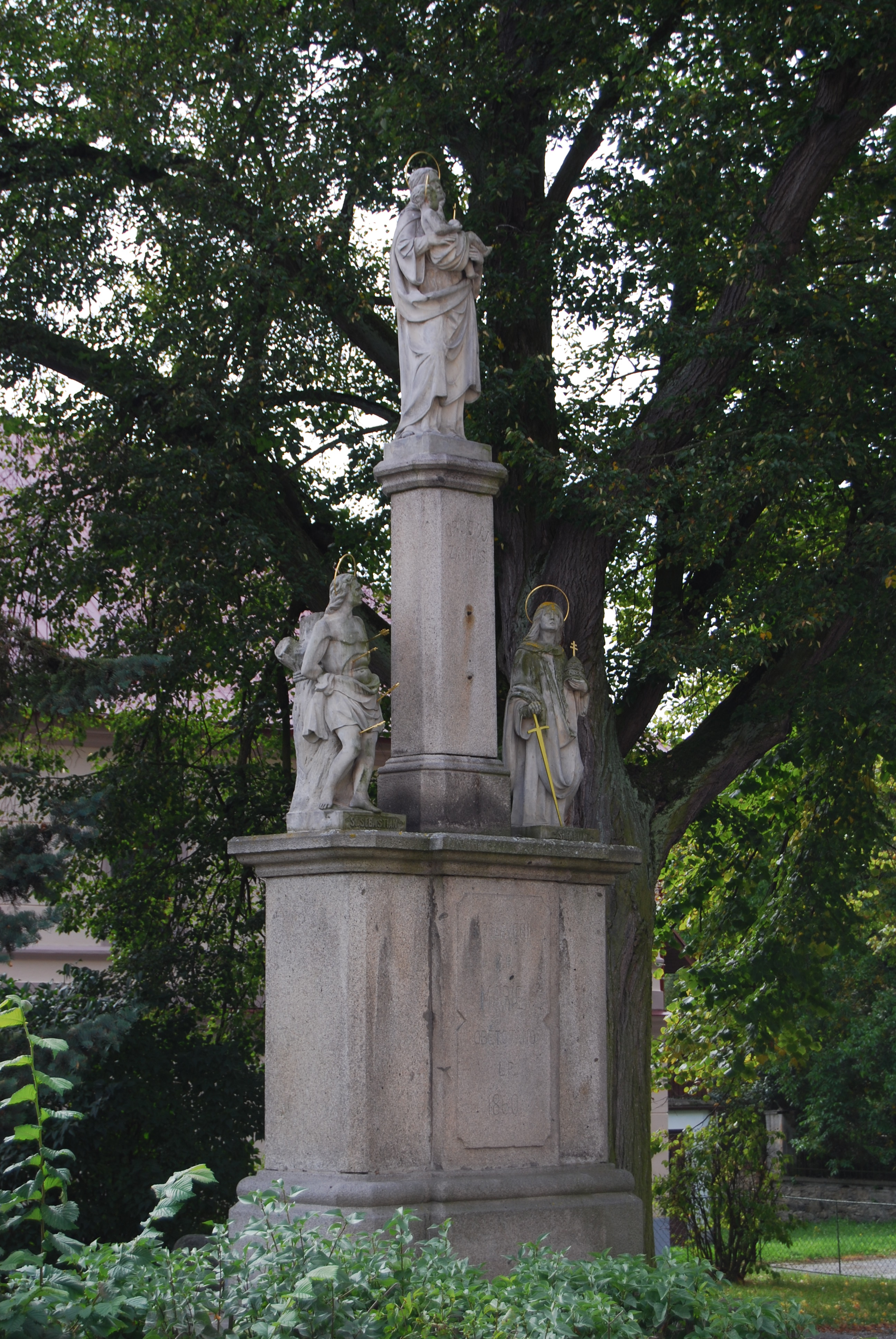
P. Marie s Fabiánem a Šebestiánem Radomyšl
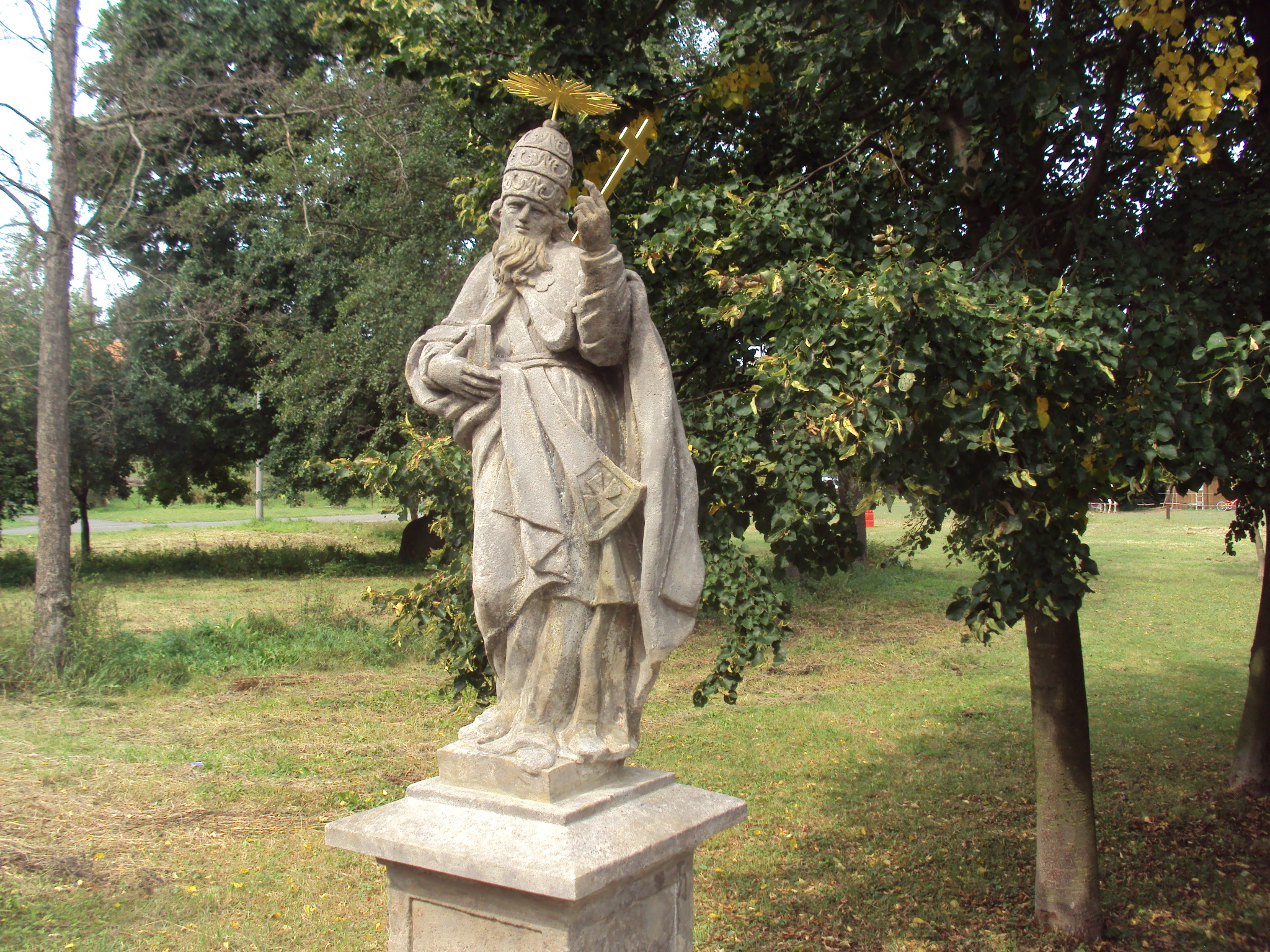
Socha sv. Fabiána, Zákupy